# Nati nel 1295
| Questa pagina contiene informazioni ricavate automaticamente dalle voci biografiche con l'ausilio del template Bio e di un bot. L'aggiornamento è periodico e automatico e ricostruisce completamente la pagina. Se manca una persona in questa lista, sei pregato di non aggiungerla, ma accertati piuttosto che la sua voce biografica contenga il template Bio e che i dati anagrafici siano correttamente compilati. Se il template Bio manca, inseriscilo tu stesso o, in alternativa, metti l'avviso {{tmp\|Bio}} che ne segnala la mancanza. Se i dati riportati sono sbagliati, correggi direttamente la voce biografica; le modifiche saranno visibili in questa lista entro pochi giorni. Per chiarimenti vedi il progetto biografie. La lista contiene solo le 13 persone che sono citate nell'enciclopedia e per le quali è stato implementato correttamente il template Bio. Pagina aggiornata al 10 giu 2025. |

- 16 settembre - Elisabetta de Clare, nobile britannica († 1360)
- Giovanni Abbarbagliati, abate italiano († 1386)
- Bertrando III del Balzo, nobile italiano
- Edoardo I di Bar, conte († 1336)
- Margherita di Valois, nobile francese († 1342)
- Nolfo da Montefeltro, condottiero italiano († 1364)
- Oddone IV di Borgogna, duca († 1349)
- Nicola d'Epiro, conte († 1323)
- Rinaldo II di Gheldria, conte († 1343)
- John Thoresby, cardinale, arcivescovo cattolico e politico inglese († 1373)
- Vitale d'Assisi, monaco cristiano italiano († 1370)
- Caterina d'Asburgo, nobile austriaca († 1323)
- Jacopo de' Gabrielli da Gubbio, politico italiano († 1363)